# Horst Weigelt
Horst Weigelt (* 7. April 1928 in Landeshut in Schlesien, heute: Kamienna Góra;, Provinz Niederschlesien; † 25. Mai 2018 in Nürnberg) war deutscher Eisenbahn-Ingenieur und Autor. Von 1979 bis Ende 1993 amtierte er als Präsident der Bundesbahndirektion Nürnberg. Er verfasste zahlreiche Schriften, insbesondere zur Eisenbahngeschichte und -technik.

## Familie
Horst Weigelt war der Sohn eines Bahnhofsvorstehers in Landeshut. Am Ende des Zweiten Weltkriegs floh die Familie in den Westen Deutschlands. Horst Weigelt war verheiratet und hatte einen Sohn und eine Tochter.

## Werdegang

### Ausbildung
Horst Weigelt legte sein Abitur in Frankfurt am Main ab und studierte anschließend von 1948 bis 1954 Bauingenieurwesen an der Technischen Hochschule Darmstadt, wo er als Jahrgangsbester abschloss. Seine Abschlussarbeit befasste sich mit dem Umbau eines Rangierbahnhofs. 1955 trat er in den Dienst der Deutschen Bundesbahn (DB) in der Bundesbahndirektion Frankfurt/M. ein. Nach Referendariat legte er das zweite Staatsexamen im Fach „Eisenbahn und Straßenwesen“ 1957 – wieder mit hervorragendem Ergebnis – ab und erhielt dafür ein Stipendium für eine Studienreise nach Südafrika. Daraus entstanden erste Veröffentlichungen.
Zunächst arbeitete Horst Weigelt als wissenschaftlicher Assistent an der Technischen Universität Berlin, wo er am Aufbau des Instituts für Eisenbahnbau und -Betrieb mitwirkte.

### Hamburg
1960 kehrte Horst Weigelt zur DB zurück und war im Bau- und Betriebsdienst der Bundesbahndirektion Hamburg tätig. 1963 wurde er Sonderdezernent für die Planung der City-S-Bahn und war zugleich an der Gründung des Hamburger Verkehrsverbunds (HVV) beteiligt. Dort wurde er 1965 Hauptabteilungsleiter Schnellbahnverkehr.
Ab 1970 war er Mitglied der Leitung des Instituts zur Erforschung technologischer Entwicklungslinien (ite) in Hamburg und lehnte 1971 das Angebot der TU Berlin für eine Berufung auf den Lehrstuhl für Eisenbahnwesen ab.
1974 kehrte er als Leiter der S-Bahn-Neubauabteilung der Bundesbahndirektion Hamburg erneut zur DB zurück.

### Nürnberg
Ab 1979 war Horst Weigelt Präsident der Bundesbahndirektion Nürnberg. In seine Amtszeit fallen unter anderem die Modernisierung des Rangierbahnhofs Nürnberg, erste Überlegungen, Planung und die frühe Bauphase der Schnellfahrstrecke Nürnberg–Ingolstadt, die Errichtung der ersten beiden Linien der S-Bahn Nürnberg, der Einsatz erster Neigetechnik-Triebwagen im Nahverkehr der Bundesbahn („Pendolino“) sowie die Gründung des Verkehrsverbunds Großraum Nürnberg.

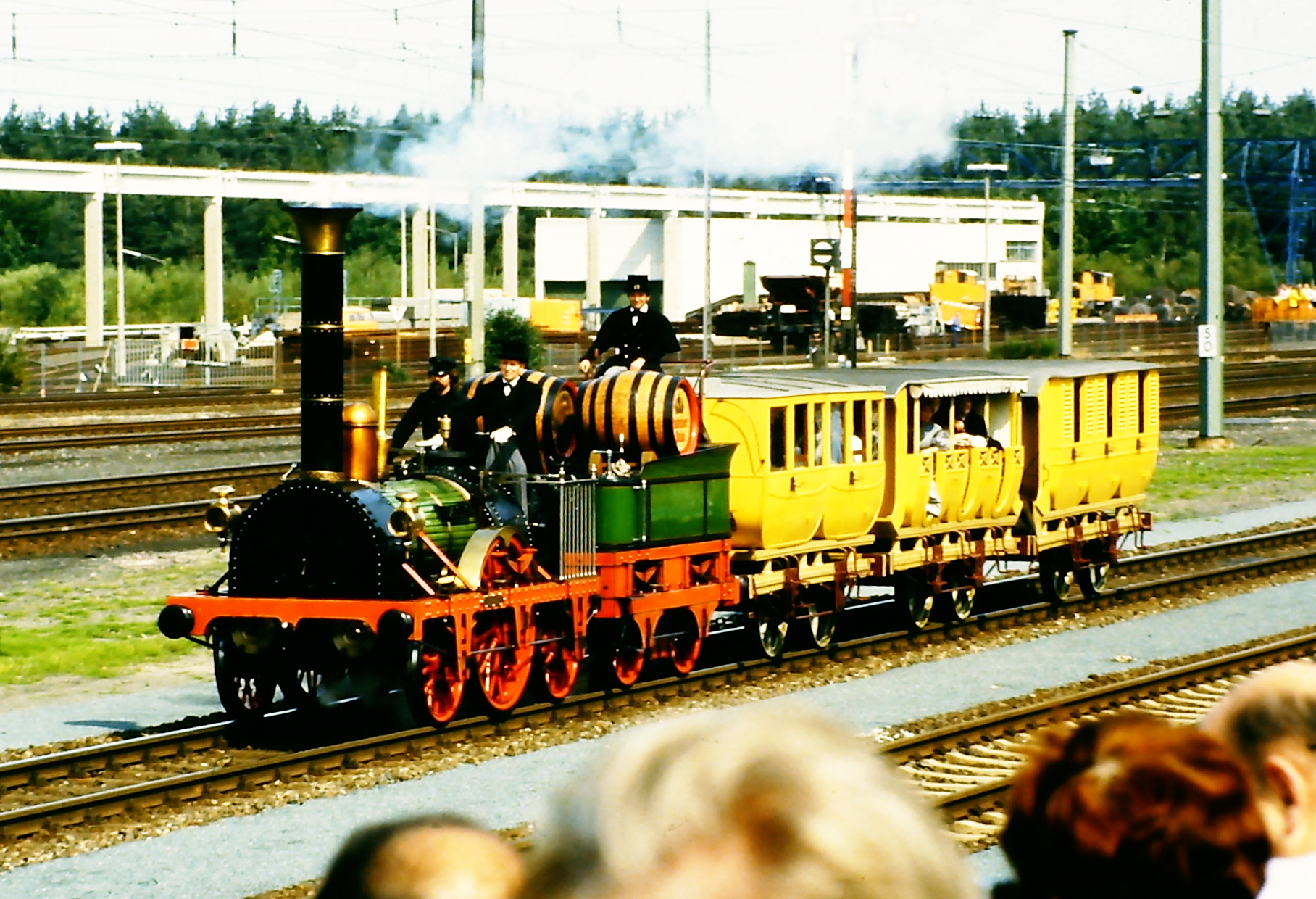
Nachbau des ersten deutschen Zuges während der Fahrzeugparade im Bahnhof Nürnberg-Langwasser

In seine Amtszeit als Direktionspräsident fiel auch das Jubiläum 150 Jahre Deutsche Eisenbahnen, in dem der Bundesbahndirektion Nürnberg eine besondere Rolle zufiel, da der Bezugspunkt des Jubiläums, die Ludwigseisenbahn, von Nürnberg aus verkehrte und das zentrale Eisenbahnmuseum der Deutschen Bundesbahn, das Verkehrsmuseum Nürnberg, im Zuständigkeitsbereich der Direktion lag. Horst Weigelt ließ die Ausstellung des Museums zum Jubiläum neu gestalten und organisierte die dreistündige Fahrzeugparade zum Jubiläum mit etwa 60 Zügen.

### Deutsche Bahn AG
Mit Gründung der Deutschen Bahn AG im Januar 1994 wurde Horst Weigelt zum Beauftragten der Konzernleitung für den Freistaat Bayern ernannt, eine Aufgabe, die er bis Januar 1995 wahrnahm.

### Publizistische und ehrenamtliche Tätigkeit
Von 1992 bis 1996 war Horst Weigelt Präsident der Deutschen Verkehrswissenschaftlichen Gesellschaft.
Seit 1983 war er Mitglied im Beirat der Zeitschrift Eisenbahntechnischen Rundschau, ab Mai 1993 deren Redakteur.
Er verfasste etwa 70 Schriften (siehe Abschnitt „Literatur“) und hielt etwa 100 Vorträge weltweit, darunter in Bangkok, Manchester und Pittsburgh. Seine Veröffentlichungen – einschließlich der Zeitschriftenaufsätze – stellte ein Mitarbeiter zu seiner Verabschiedung in fünf Bänden zusammen.

## Ehrungen
Am 15. Februar 1985 verlieh ihm die Universität Stuttgart für „hervorragende wissenschaftliche Leistungen im Verkehrswesen, insbesondere in der Fortentwicklung des öffentlichen Personennahverkehrs“ die Ehrendoktorwürde (Dr.-Ing. Ehren halber). Die Fakultät für Bauingenieur- und Vermessungswesen hatte die Verleihung beantragt, die Laudatio hielt Gerhard Heimerl.
Am 11. Juli 1994 erhielt er das Bundesverdienstkreuz Erster Klasse des Verdienstordens der Bundesrepublik Deutschland. Gewürdigt wurden seine Verdienste im Rahmen seiner Tätigkeit bei der Bundesbahndirektion Nürnberg.

## Nachlass
Der wissenschaftliche Nachlass von Horst Weigelt befindet sich im Archiv des Verkehrsmuseums Nürnberg und wird dort zur Zeit (2024) erschlossen.

### Werke (Auswahl)
- Evolution der Nahverkehrssysteme. Überarbeitete Fassung eines Vortrages, gehalten auf der Mitgliederversammlung des ITE im März 1971. Institut zur Erforschung Technologischer Entwicklungslinien (Hamburg), Hamburg 1971.
- Stadtverkehr in den Entwicklungsländern Süd- und Ostasiens. Eine Studie über die gegenwärtigen Probleme und die Perspektiven für die Zukunft. Institut zur Erforschung Technologischer Entwicklungslinien (Hamburg), Hamburg 1972.
- zusammen mit Helmuth Weiss: Bewegung, Transport, Verkehr. Ein Beitrag zur Systemforschung im Verkehr. Institut zur Erforschung Technologischer Entwicklungslinien (Hamburg), Hamburg 1972.
- Verkehrswert alternativer Schnellbahntrassen. Forschungsauftrag des Bundesministers für Verkehr .... Institut zur Erforschung Technologischer Entwicklungslinien (Hamburg), Fachbereich Raumordnung, Städteplanung, Verkehrssysteme, Hamburg 1973.
- zusammen mit Rainer Götz und Helmut H. Weiß: Stadtverkehr der Zukunft. Neue Verkehrsmittel drängen nach vorn. Alba Düsseldorf 1973. ISBN 978-3-87094-754-5
- zusammen mit Rainer Götz und Helmut H. Weiß: Personen-Transportsysteme in großen Wohnsiedlungen. 1. und 2. Aufl. Institut zur Erforschung technologischer Entwicklungsrichtlinien, Hamburg 1973.
- zusammen mit Rainer E. Götz und Helmut H. Weiss: City traffic. A system digest. Van Nostrand Reinhold, New York u. a. 1977.
- Bayerische Eisenbahnen. Vom Saumpfad zum Intercity. Motorbuch-Verlag, Stuttgart 1982. ISBN 978-3-87943-899-0
- Bayerische Nebenbahnen im Strukturwandel der Flächenerschließung. In: Die Bundesbahn, Heft 3, 1984, S. 153–162.
- Epochen der Eisenbahngeschichte. Hestra-Verlag, Darmstadt 1985. ISBN 3-7771-0187-7
- Verkehrsmuseum Nürnberg. Magazinpresse-Verlag, München 1986. ohne ISBN.
- als Herausgeber: Fünf Jahrhunderte Bahntechnik. Hestra, Darmstadt 1986. ISBN 978-3-7771-0198-9
- Das Auto-Mobil. Von Albrecht Dürer bis Gottlieb Daimler. Motorbuch-Verlag, Stuttgart 1988. ISBN 978-3-613-01219-6
- zusammen mit Ulrich Langner: 40 Jahre Deutsche Bundesbahn. 1949–1989. Hestra, Darmstadt 1989. ISBN 978-3-7771-0219-1
- Der Wandel der Technik im Dienste der Verkehrswirtschaft. In: Wirtschaftspolitische Blätter 3 (1992).
- Neigezüge in Oberfranken – warum? In: Report der Deutschen Bahnen ’92. Hestra, Darmstadt 1992.
- als Herausgeber: Bundesbahndirektion Nürnberg. Fortschritt aus Tradition. Hestra, Darmstadt 1993. ISBN 978-3-7771-0246-7
- zusammen mit Ulrich Langner: Chronik Deutsche Bundesbahn. 44 Jahre Zeitgeschichte. 2. Aufl. Hestra, Darmstadt 1998. ISBN 978-3-7771-0277-1
- Ursprung, Funktion und Nutzen der Neubau-, Ausbaustrecke Nürnberg-München. In: Eisenbahntechnische Rundschau 4/2003, S. 192–201.
- zusammen mit Bernd Honerkamp und DB Projektbau GmbH: Schnellbahnachse Nürnberg-Ingolstadt-München. Neue Infrastruktur mit Spitzentechnologie. Eurailpress, Hamburg 2006. ISBN 978-3-7771-0350-1

### Sekundärliteratur
- Bundesverdienstkreuz für Dr.-Ing. E. h. Horst Weigelt. In: Eisenbahntechnische Rundschau. Jahrgang 43 (1994), Heft 7/8, S. 539
- Dr.-Ing. E. h. Weigelt, 65 Jahre. In: Eisenbahntechnische Rundschau. 42, Nr. 4, 1993, S. 269
- Präsident Dipl.-Ing. Horst Weigelt Ehrendoktor der Universität Stuttgart. In: Eisenbahntechnische Rundschau. 34 (1985), Heft 1, S. 179 ff.
- Dieter Schaefer: Der letzte Präsident in Nürnberg. Horst Weigelt – ein außergewöhnlicher Bundesbahner. In: EisenbahnGeschichte 123 (2/2024), S. 68–74